# Оризарци
Оризарци (грч. Ρύζια, Ризија) је насељено место у општини Пеонија у периферији Средишња Македонија, Грчка. Према попису из 2021. године било је 333 становника.
Према бугарском географу и историчару, Василу Канчову, у Оризарцима је 1900. године живело 380 Словена хришћана. Због притиска грчких власти неколико словенских породица је принудно исељено 1914. године, као и 1924. када је исељено још 54 породица (211 особа) у Бугарску. На њихово место је насељено 103 грчких избегличких породица из Источне Тракије и мањи број из Киздервента у Анадолији (потомци Словена из Меглена). На попису из 1940. године Оризарци су имали 758 становника, од чега 259 Словена а остали су Грци.